# Carlos Aragonés Espinoza
Carlos Aragonés Espinoza (Yacuiba, Tarija, 16 de febrero de 1956) es un exfutbolista, director deportivo y entrenador boliviano. Actualmente es Director deportivo de Nueva Santa Cruz de la Asociación Cruceña de Fútbol.

## Trayectoria

### Como futbolista
Inició su carrera en 1976 defendiendo al Bolívar donde formó parte del plantel que ganó la liga boliviana en 1976 y en 1978. En 1981 se mudó a Brasil para jugar por Palmeiras y permaneció en el club hasta 1984, jugando 113 partidos antes de marcharse. Carlos Aragonés se mudó al Coritiba en 1984, jugando seis partidos más de la Serie A brasileña sin marcar un gol. Regresó a Bolivia en 1985 y se unió a Destroyer's, mientras jugaba para el club sufrió una grave lesión en la rodilla que puso fin a su carrera futbolística. 

#### Selección nacional
Jugó 31 partidos con Bolivia entre 1977 y 1981, anotando 15 goles, incluidos dos contra Brasil en la Copa América 1979. Es el goleador de todos los tiempos de la selección de Bolivia en tercer lugar. Representó a su país en 12 partidos de clasificación para la Copa Mundial de la FIFA. 

### Como entrenador
Carlos Aragonés fue contratado como entrenador de la selección de Bolivia en 2000, pero renunció después de la infructuosa campaña en la Copa América 2001. 
A nivel de clubes ha dirigido a los clubes bolivianos Real Santa Cruz, The Strongest, Blooming, Oriente Petrolero, Bolívar y Jorge Wilstermann.
Entre 2006 y 2009 fue coordinador del cuerpo técnico de Erwin Sánchez en la selección de Bolivia.

## Clubes

### Como jugador
| Club        | País    | Año         |
| ----------- | ------- | ----------- |
| Bolívar     | Bolivia | 1976 - 1980 |
| Palmeiras   | Brasil  | 1981 - 1984 |
| Coritiba    | Brasil  | 1984 - 1985 |
| Destroyer's | Bolivia | 1986        |

### Como entrenador
| Club                                  | País    | Año           |
| ------------------------------------- | ------- | ------------- |
| Blooming                              | Bolivia | 1989 - 1990   |
| Real Santa Cruz                       | Bolivia | 1991          |
| The Strongest                         | Bolivia | 1992 - 1993   |
| Bolivia Sub-20                        | Bolivia | 1994 - 1995   |
| Bolivia Sub-23                        | Bolivia | 1996          |
| Blooming                              | Bolivia | 1997 - 1999   |
| Selección boliviana                   | Bolivia | 2000 - 2001   |
| Blooming                              | Bolivia | 2003          |
| Oriente Petrolero                     | Bolivia | 2004          |
| Jorge Wilstermann                     | Bolivia | 2004 - 2005   |
| Bolívar                               | Bolivia | 2005 - 2006   |
| Selección boliviana (asistente)       | Bolivia | 2006-2009     |
| Blooming                              | Bolivia | 2010-2011     |
| Nueva Santa Cruz (Director deportivo) | Bolivia | 2023-presente |

## Palmarés

### Como jugador
Títulos nacionales
| Título           | Club    | País    | Año  |
| ---------------- | ------- | ------- | ---- |
| Primera División | Bolívar | Bolivia | 1978 |

### Como entrenador
Títulos nacionales
| Título           | Club          | País    | Año           |
| ---------------- | ------------- | ------- | ------------- |
| Primera División | The Strongest | Bolivia | 1993          |
| Primera División | Blooming      | Bolivia | 1998          |
| Primera División | Blooming      | Bolivia | 1999          |
| Primera División | Bolivar       | Bolivia | Clausura 2006 |